# Bruno Lewin
Bruno Lewin (* 18. Juli 1924 in Berlin; † 18. Juni 2012 in Hilden) war ein deutscher Japanologe, Koreanist und Linguist. Als Professor lehrte er an der Ruhr-Universität Bochum.

## Leben
An der Humboldt-Universität Berlin studierte Lewin ab 1946 Slawistik, Philosophie und allgemeine Sprachwissenschaft. Schon zu dieser Zeit begann er damit, sich mit dem Chinesischen zu beschäftigen. Ab 1948 studierte er unter Martin Ramming Japanologie. Nach Abschluss des Studiums mit Diplom im Jahr 1950 arbeitete er zunächst als Fremdsprachenredakteur für einen Berliner Verlag an sprachdidaktischen Publikationen, darunter mehrere Lehrbücher sowie eine Grammatik für die russische Sprache.
1952 nahm er seine Studien an der Ludwig-Maximilians-Universität München wieder auf. Hier studierte er Japanologie bei Horst Hammitzsch, Sinologie bei Walter Fuchs und Herbert Franke, sowie Slawistik bei Erwin Koschmieder und Wilhelm Lettenbauer. 1954 wurde er an der Ludwig-Maximilians-Universität München mit einer Arbeit zum Thema Futabatei Shimei in seinen Beziehungen zur russischen Literatur promoviert, 1959 an der Ludwig-Maximilians-Universität München mit einer Arbeit zum Thema Aya und Hata: Bevölkerungsgruppen Altjapans kontinentaler Herkunft habilitiert.
Nach der Habilitation wirkte Lewin, der bereits vorher Lehraufgaben an der Ludwig-Maximilians-Universität München wahrgenommen hatte, zunächst als Dozent für Ostasiatische Philologie, ab 1962 dann als Wissenschaftlicher Rat und Professor an der Westfälischen Wilhelms-Universität in Münster.
1964 wurde er als erster Professor an das Ostasieninstitut der neu gegründeten Ruhr-Universität Bochum berufen, wo er bis zu seiner Emeritierung im Jahr 1989 tätig war. Ein Jahr nach seiner Berufung etablierte er hier die Koreanistik als eigenes Studienfach. Ab 1981 war er maßgeblich am Aufbau des Japonicums am Landesspracheninstitut beteiligt, in dessen Direktorium er in der Folge bis 1991 saß.
1974 wurde er als erster Japanologe überhaupt ordentliches Mitglied der Rheinisch-Westfälischen Akademie der Wissenschaften. Im selben Jahr wurde er zum Vizepräsidenten der neu gegründeten European Association for Japanese Studies gewählt. Dieses Amt bekleidete er bis 1978. 1980 und 1981 war er Vizepräsident der Association for Korean Studies in Europe.
Als Gastprofessor lehrte Lewin 1967 an der University of Michigan, 1970 an der University of Minnesota, von 1975 bis 1976 an der Universität Zürich, sowie von 1981 bis 1982 am Staatlichen Institut für japanische Literatur (japanisch 国文学研究資料館 Kokubungaku Kenkyū Shiryōkan) in Tokio. Im Rahmen einer Universitätspartnerschaft lehrte er des Weiteren insgesamt dreimal an der Universität Tokio.
1996 wurde er für seine Arbeit mit dem Orden des Heiligen Schatzes am Halsband mit goldenen Strahlen geehrt. Die European Association for Japanese Studies machte ihn zum Ehrenmitglied.

## Forschung
Lewin forschte vornehmlich auf den Gebieten der linguistischen Japanologie und Koreanistik, wobei er sich insbesondere mit den sprachlichen Beziehungen zwischen Japan und Korea sowie den Ursprüngen der japanischen Sprache befasste. Er verfasste zahlreiche Lehrwerke für das Japanische und das Koreanische, in seinen frühen Schaffensjahren aber auch für das Russische.
1989 veröffentlichte er im Handbuch der Orientalistik seine Sprache und Schrift Japans, die zu einem Standardwerk der Japanologie wurde.
Lewin verfasste Beiträge für zahlreiche Nachschlagewerke, darunter die Brockhaus Enzyklopädie, die Encyclopedia of Japan und das Japan-Handbuch. Als Übersetzer übertrug er 1962 Teile des Shoku Nihongi und des Nihon Kōki ins Deutsche.

## Schriften
Als Autor
- Abriss der japanischen Grammatik auf der Grundlage der klassischen Schriftsprache. Harrassowitz, Wiesbaden 1959.
- Aya und Hata: Bevölkerungsgruppen Altjapans kontinentaler Herkunft (= Studien zur Japanologie. Bd. 3). Harrassowitz, Wiesbaden 1962.
- Der koreanische Anteil am Werden Japans (= Rheinisch-Westfälische Akademie der Wissenschaften, Vorträge. G 215). Westdeutscher Verlag, Opladen 1976.
- Sprachbetrachtung und Sprachwissenschaft im vormodernen Japan (= Rheinisch-Westfälische Akademie der Wissenschaften, Vorträge. G 258). Westdeutscher Verlag, Opladen 1982.
- (mit Wolfram Müller-Yokota und Michio Fujiwara) Einführung in die japanische Sprache. Harrassowitz, Wiesbaden 1983.
- (mit Wolfram Müller-Yokota und Jürgen Stalph) Textlehrbuch der japanischen Sprache. Harrassowitz, Wiesbaden 1987.
- Sprache und Schrift Japans (= Handbuch der Orientalistik. Abteilung 5: Japan. Band 1: Allgemeines, Sprache und Schrift. Abschnitt 2). Brill, Leiden 1989.

Als Herausgeber
- Kleines Wörterbuch der Japanologie. Harrassowitz, Wiesbaden 1968.
- Rotes Laub. Altjapanische Lyrik. Insel-Verlag, Leipzig 1972.
- Japanische Dramen. Verlag Volk und Welt, Berlin 1968. (mit Dramen von Matsuyo Akimoto, Masakazu Yamazaki, Junji Kinoshita, Ken Miyamoto und Kōbō Abe)